# تد گرانت
ادوارد گرانت، ملقب به «تد گرانت» (نام هنگام تولد: ایزاک بلنک، زادهٔ ۹ ژوئیه ۱۹۱۳ در جرمینستون، آفریقای جنوبی – درگذشتهٔ ۲۰ ژوئیه ۲۰۰۶ در لندن) نظریه‌پرداز و انقلابی کمونیست اهل آفریقای جنوبی بود که بیشتر زندگی‌اش را در بریتانیا گذراند. او از بنیان‌گذاران «گرایش میلیتانت» بود که در دهه‌های ۷۰ و ۸۰ به نیروی سیاسی جدی در بریتانیا بدل شد و احتمالاً موفق‌ترین سازمان تروتسکیستی در غرب بود. در اوایل دهه ۹۰ اکثریت این سازمان بر خلاف توصیهٔ گرانت از حزب کارگر جدا شد و «کارگر میلیتانت» (بعدها: حزب سوسیالیست) را بنیان گذاشت اما گرانت، علی‌رغم این‌که شخصاً از این حزب اخراج شده بود، به کار خود درون حزب کارگر بریتانیا ادامه داد. متحدین بین‌المللی او نیز به کار درون آنچه «سازمان‌های توده‌ای طبقهٔ کارگر» می‌نامند (احزاب سوسیال دموکرات و کمونیست در کشورهای مختلف) ادامه داده‌اند. امروز «گرایش بین‌المللی مارکسیستی» (و در ایران گروهی کوچک به نام «مبارزه طبقاتی») مدعی ادامه راه تد گرانت است.

## تولد و اولین سال‌ها
تد گرانت در سال ۱۹۱۳، یک سال پیش از جنگ جهانی اول، در شهر کوچکی به نام جرمینستون در حومهٔ ژوهانسبورگ، پایتخت آفریقابی جنوبی با نام «ایزاک بلنک» به دنیا آمد. پدرش، مکس بلانک، از غربِ روسیه به آفریقای جنوبی مهاجرت کرده بود و درگیر در کسب و کار مواد معدنی بود و مادرش، آدل، از محلهٔ ثروتمند لومری در پاریس آمده بود. پدر و مادر تد در اوایل قرن ازدواج کردند در حالی که آدل ۱۶ و مکس ۳۲ سال داشت. آن‌ها دو پسر به نام‌ها ایزادور و ایزاک (که بعدها به «تد گرانت» ملقب شد) و سه دختر به نام‌های رز، راشائل و زنا داشتند.
آدل و ایزاک پس از سال‌ها زندگی با هم طلاق گرفتند. تد ابتدا شش ماه با پدرش زندگی کرد و سپس عازم زندگی با مادرش شد که مغازه بقالی کوچکی در ژوهانسبورگ داشت. برای ادامه تحصیلات، تد را به مدرسه شبانه‌روزی و خواهرانش را به کلیسا فرستند.

## آغاز زندگی سیاسی
مادر تد برای جبران هزینه‌های نگهداری از بچه‌ها شروع به کرایه دادن بعضی اتاق‌های خانه کرد. یکی از این مستاجرین، رالف لی، بود که گرانت را با کمونیسم و تروتسکیسم آشنا کرد. لی نسخه‌هایی از «میلیتانت»، روزنامه وقت «اتحادیه کمونیست آمریکا»، سازمانی تروتسکیست، را به تد می‌داد. لی از سال ۱۹۲۲ عضو حزب کمونیست آفریقای جنوبی بود و دوره اولیهٔ تصفیه‌های استالینی، از حزب اخراج شده بود. لی علاوه بر آثار تروتسکی کتاب‌های متعددی (از جمله آثار برنارد شاو، اچ جی ولز، ماکسیم گورکی، جک لندن و…) را برای تد می‌آورد.
طولی نکشید که تدِ ۱۵ ساله که البته پیش از آن تحت تأثیر انقلاب روسیه قرار گرفته بود، کمونیست و طرفدار افکار لئون تروتسکی، که در آن زمان درگیر مبارزه‌ای بین‌المللی علیه استالین و متحدینش در جنبش کارگری جهانی بود، شد. لی موفق به جذب خواهر تد، زنا، هم شد. آن‌ها به کمک لی «اتحادیه بلشویک لنینیست‌های آفریقای جنوبی» را بنیان گذاشتند، گروهی کوچک که پس از مدتی کوتاه با گروه‌های دیگر ترکیب شد تا «حزب کارگران آفریقای جنوبی» را بسازد. اما تد، لی و یکی دیگر از هم‌فکرانشان به نام مکس بش، که یهودی بود، به زودی تصمیم گرفتند که اگر قرار است کار سیاسی قابل توجهی بکنند باید به لندنِ بریتانیا بروند و چنین کردند.

## اولین سال‌ها در بریتانیا
در همین سفر بود که او نام «ادوارد گرانت» را برگزید. به گفته خودش این برای حفظ امنیت خانواده‌اش بود. تد سر راه در فرانسه توقف کرد تا با پسر تروتسکی، لئون سدوف، دیدار کند. لئون سدوف که بعدها به دست مأمورین استالین به قتل رسید عضو دبیرخانه بین‌المللی «اتحادیه کمونیست بین‌المللی» (سازمان وقت تروتسکیست‌ها) بود. به بریتانیا که رسید به «گروه مارکسیست» پیوست که در آن زمان به توصیه تروتسکی درون «حزب کارگر مستقل» کار می‌کرد. تد در رویدادِ معروفِ «نبرد خیابان کیبل» در مبارزه خیابانی علیه فاشیست‌ها شرکت کرد. در این‌جا بود که او به همراه کارگران ایست اندِ لندن به دعوا با «پیراهن سیاه‌های» موزلیست پرداختند.
در این سال‌ها اختلافات بسیاری درون تروتسکیست‌های بریتانیا بود (اختلافاتی که گرانت خود بعدها در کتاب معروفش، «تاریخ تروتسکیسم بریتانیا»، مفصلاً به آن‌ها می‌پردازد) و یکی از مسائل اصلی در مورد این بود که آیا به توصیه تروتسکی برای کار درون «حزب کارگر مستقل» و «حزب کارگر» عمل شود یا نه. گرانت از کسانی بود که سرسختانه می‌گفت تروتسکیست‌ها باید درون این احزاب کار کنند. این تعهد به آنچه او و طرفدارانش «انتریسم» و بعدها «کار درون سازمان‌های توده‌ای طبقه کارگر» می‌نامند به یکی از بنیان‌های نظری گرایش گرانت بدل شد.
گرانت از «گروه مارکسیست» جدا شد و «گروه بلشویک لنینیست» را بنیان گذاشت که درون حزب کارگر و به‌خصوص سازمان جوانان این حزب موسوم به «اتحادیه جوانان کارگر» کار می‌کرد. این گروه به نام نشریه‌اش به «گروه میلیتانت» تغییر نام داد و در ابتدا رشد خوبی داشت اما در سال ۱۹۳۷ دچار انشعابات متعدد شد.

## گروه جدید تروتسکیست‌ها و جنگ جهانی دوم
در اواخر سال ۱۹۳۷ اختلافات درون «گروه میلیتانت» بر سر انتخاب رهبری باعث شد، گرانت و رالف لی از این گروه جدا شوند و در دسامبر ۱۹۳۷ «اتحادیه بین‌المللی کارگران» (معروف به ویل) (WIL) را بنیان‌گذارند. می‌توان گفت این اولین گروهی بود که گرانت رهبر اصلی آن به حساب می‌آمد و افکار خود را در آن پیاده می‌کرد، به‌خصوص به این علت که رالف لی به دلایل شخصی به زودی به آفریقای جنوبی بازگشت. گروه جدید در دل جنگ جهانی دوم، آنچه تروتسکی «سیاست نظامی پرولتری» می‌نامید اتخاذ کرد. طبق این سیاست، بر خلاف تروتسکیست‌هایی که سیاست «شکست‌طلبی انقلابیِ» لنین در جنگ جهانی اول را اتخاذ کرده بودند، گرانت و گروهش می‌گفتند «تنها راه شکست هیتلر، تسلیح کارگران است» و سپردن جنگ به دست کارگران و اتحادیه‌ها را تبلیغ می‌کردند. به گفته باب وید از روزنامهٔ گاردین گرچه تعداد اعضای این گروه به بیش از چند صد نفر نمی‌رسید اما به نفوذ و موفقیت قابل توجهی در میابان سربازان دست یافتند. 
این سیاست و در ضمن رویکرد متفاوت نسبت به احزاب موجود باعث تغییر استراتژی و تاکتیک این گروه شد. آن‌ها در ابتدا در سال ۱۹۴۱ نام نشریه را از «جوانان برای سوسیالیسم» به «اعتراض سوسیالیستی» تغییر دادند و سپس در مارس ۱۹۴۴ به همراه گروه‌های دیگر «حزب کمونیست انقلابی» را بنیان گذاشتند. تد گرانت در این روند نقش مهمی داشت. او سردبیر نشریه، دبیر کشوری «ویل» و بعدها دبیر سیاسی حزب کمونیست انقلابی بود.

## اختلافات با انترناسیونال چهار
در سال‌های پس از ترورِ و قتل تروتسکی در سال ۱۹۴۰، سازمانی که او بنیان گذاشته بود (انترناسیونال چهار) وارد اختلافات و نزاعات درونی بسیار شد و نهایتاً به گروه‌های مختلف منشعب شد.
می‌توان گفت تد گرانت و هم‌فکرانش با هیچ‌کدام از گرایش‌های بین‌المللی موجود در انترناسیونال هم‌نظر نبودند و گرانت در ضمن به شدت مخالف وحدت تمام تروتسکیست‌های بریتانیا درون یک حزب بود. در این سال‌ها جری هیلی از مشهورترین چهره‌های تروتسکیست در بریتانیا بود که اختلافات مداومش با گرانت باعث شد نهایتاً او را از سازمان و از کل انترناسیونال اخراج کند. گرانت پس از ۲۲ سال از گروه تروتسکیست‌های بریتانیا او اخراج شد. در ضمن او که عضو کمیته اجرایی انترناسیونال چهار بود اما به دلیل نداشتن گذرنامه بریتانیایی نمی‌توانست در جلسات آن شرکت کند، در سومین کنگره جهانی انترناسیونال با قراری که ارنست مندل به کنگره آورد، از انترناسیونال چهار اخراج شد.
در سال‌های پس از جنگ جهانی دوم و با تحولات بزرگی که در جهان اتفاق می‌افتاد، تد گرانت آثار متعددی در مورد تحولات سیاسی و اقتصادی جهان نوشت و از جمله رویکردهایی کاملاً متفاوت از رهبری انترناسیونال چهار به پدیده‌هایی مثل دولت‌های جدید طرفدار شوروی در اروپای شرقی، انقلاب چین و… داشت و از جمله در همین سال‌ها تئوری «بناپارتیسم پرولتری» را که از معروف‌ترین اندیشه‌های اوست، پرورش داد.

## دهه ۱۹۵۰ و آغاز دههٔ ۱۹۶۰
گرانت، که به‌طور تمام‌وقت برای سازمان کار می‌کرد، پس از اخراج مجبور به یافتن شغل جدید شد. او شغلی به عنوان فروشندهٔ در به در دریافت کرد و در عین حال سعی کرد دوباره گروهی حول خود بسازد. این گروه کمتر از ۳۰ عضو در سراسر کشور داشت (۲۰ عضو در لندن و حدود ۱۰ عضو در لیورپول و اعضای دیگری این‌جا و آن‌جای کشور) و تصمیم گرفته شد درون حزب کارگر کار کند. در ضمن تصمیم گرفتند نشریه‌ای تئوریک چاپ کنند که شماره اولش در فوریه ۱۹۵۲ به سردبیری گرانت و با نام «سوسیالیست بین‌الملل» بیرون آمد. 
گروه گرانت در این چند سال به نام «گروه سوسیالیست بین‌الملل» مشهور بود. در سال ۱۹۵۳ انشعاب بزرگ درون انترناسیونال چهار بالاخره صورت گرفت: جیمز کانون (از آمریکا) و جری هیلی (از بریتانیا) منشعبین اصلی بودند که «کمیته بین‌المللی انترناسیونال چهار» را بنیان گذاشتند و باقی‌ماندگان «دبیرخانه بین‌المللی انترناسیونال چهار» را تشکیل می‌دادند. در نتیجه بخش باقی‌ماندهٔ انترناسیونال چهار، به رهبری ارنست مندل و میشل پابلو، دیگر گروهی در بریتانیا نداشت و پس از صحبت‌هایی با گرانت، گروه او را به عنوان بخش رسمی بریتانیای انترناسیونال پذیرفت. در پایان همین سال تد دوباره توانست کارمند تمام‌وقت سازمان شود و مجلهٔ جدیدی به نام «ورکرز اینترنشنال ریویو» (Workers International Review) منتشر شد. در همین حوالی رویدادهای انقلابی در مجارستان صورت گرفت که با سرکوب شوروی مواجه شد (۱۹۵۶). در نتیجهٔ سرکوب خونین این رویدادها توسط شوروی، بحرانی درون احزاب کمونیست جهان، منجمله بریتانیا، درگرفت و گرانت به این علت موقتاً کار درون حزب کارگر را رها کرد، سازمانی علنی به نام «اتحادیه سوسیالیست انقلابی» را آغاز کرد و برای چند سالی به کار رو به اعضای جوانان حزب کمونیست بریتانیا مشغول شد.
این رویکرد البته پس از چند سال رها شد. گرانت و طرفدارانش، که دوباره رویکرد کار درون حزب کارگر را داشتند، از ژانویه ۱۹۵۸ تا ژوئن ۱۹۶۳ «مبارزه سوسیالیستی» (Socialist Fight) را به صورت بسیار نامنظم و نامکرر منتشر می‌کرد.
در سال ۱۹۶۰ رهبری حزب کارگر دوباره بخش جوانان خود را با نام «سوسیالیست‌های جوان» راه انداخته بود و گروه‌های تروتسکیست همه در این سال‌ها درون این حزب کار می‌کردند. بزرگترین گروه متعلق به جری هیلی بود که نشریهٔ «به چپ» (Keep Left) را منتشر می‌کرد و عملاً کنترل کل جوانان حزب کارگر را در تمام کشور به دست گرفته بود. دیگر گروه تروتسکیست با اندازه قابل توجه طرفداران تونی کلیف بودند که نشریه «گارد جوان» (Young Guard) را منتشر می‌کردند. پس از آن‌ها طرفداران تد گرانت بودند که گروهی بسیار کوچک بودند و به ۱۰۰ نفر هم نمی‌رسیدند اما در نقاط مختلفی مثل لندن، لیورپول، تاینساید، سوانسی و برایتون حضور داشتند.
طرفداران ارنست مندل هم گروه کوچکی به نام «گروه مارکسیست بین‌المللی» در بریتانیا داشتند.
در سال ۱۹۶۳ کنگره وحدتی بین بخش‌هایی از انشعاب سال ۱۹۵۳ صورت گرفت و «دبیرخانه متحد انترناسیونال چهار» تشکیل شد. چنان‌که گفتیم گرانت و گروهش همیشه با رهبران بین‌المللی جنبش تروتسکیستی اختلاف داشتند. این اختلافات تا هنگام اوایل دهه ۱۹۶۰ به مسائل متعددی مثل انقلاب چین به رهبری مائو، اختلافات چین و شوروی، انقلاب کوبا، چریک‌گرایی و انقلاب مستعمراتی گسترش یافته بود. در کنگره جهانی ۱۹۶۵ انترناسیونال متحد جدید تصمیم گرفت گروه گرانت دیگر بخش رسمی در بریتانیا نباشد و این عنوان به «گروه مارکسیست بین‌المللی» (که مندلیست بودند) رسید. طرفداران گرانت این را به مثابه اخراج خود به حساب آوردند و از آن پس دیگر هرگز با هیچ بخشی از انترناسیونال چهار همکاری نکردند و بعدها گروه‌های بین‌المللی خود را ساختند.

## تولد و رشد «میلیتانت
در تابستان ۱۹۶۴ گرانت تصمیم به انتشار نشریهٔ جدیدی به نام «میلیتانت» درون حزب کارگر گرفت و همین نشریه و گروه حول آن که به «گرایش میلیتانت» مشهور شد بعدها مهم‌ترین بخش زندگی سیاسی او را شامل شدند.
در سال‌های آخر دههٔ ۶۰ و با به قدرت رسیدن دولت کارگری هارولد ویلسون، گروه‌های اصلی تروتسکیست (از جمله طرفداران هیلی و کلیف) از حزب کارگر خارج شدند چرا که این حزب را از دست رفته و نامحبوب میان جوانان می‌دانستند. طرفداران هیلی و کلیف به ترتیب «حزب کارگران انقلابی» و «حزب کارگران سوسیالیست» را بنیان گذاشتند و در جنبش‌های مختلف جوانان و دانشجویان نقش بازی کردند. از میان تروتسکیست‌ها، فقط طرفداران گرانت بودند که به صورت گروهی در حزب آن باقی ماندند. بعدها بقیه تروتسکیست‌ها گرانتیست‌ها را متهم می‌کردند که نقشی در این جنبش‌های جوانان خارج از حزب کارگر نداشته‌اند.
در دههٔ ۱۹۷۰ با به قدرت رسیدن دولت محافظه‌کار ادوارد هیت، جوانان حزب کارگر دوباره فعال‌تر می‌شد. طرفداران میلیتانت در این سال‌ها به تعداد قابل توجهی رسیده بودند و موفق شدند اکثریت رهبری کشوری «جوانان سوسیالیستِ حزب کارگر» را به دست بگیرند. طبق آمار داخلی این گروه، که بعدها توسط روزنامه‌نگاران مخالف آن هم تأیید شده، میلیتانت از ۱۰۰ عضو در سال ۱۹۶۶ به ۵۰۰ عضو در سال ۱۹۷۵ رسید. این گروه موفق به خرید ماشین چاپ شده بود و «میلیتانت» در سال ۱۹۷۲ به نشریه هفتگی بدل شد.
میلیتانتی‌ها از ابتدا در نشریه خود را علناً معرفی می‌کردند و بسیاری می‌نوشتند از کدام حوزه حزب یا سازمان جوانان آن هستند اما در عین حال منکر می‌شدند که سازمانی به نام «میلیتانت» وجود دارد و آن را تنها «نشریه» معرفی می‌کردند تا از اخراج خود جلوگیری کنند. طرفداران میلیتانت در حیات حزب کارگر مشارکت می‌کردند و قطع‌نامه‌های «میلیتانت» را در انواع جلسه‌ها برای بحث مطرح می‌کردند.
در سطح بین‌المللی نیز گرانت با تعداد اندکی از هم‌فکران بین‌المللی‌اش «کمیته برای انترناسیونال کارگری» (CWI) را بنیان گذاشت که دومین گروه بزرگش در اسپانیا بود و به زودی از پنج شش نفر به چند صد عضو رسید.
شکست دولت کارگری جیمز کالاگان در سال ۱۹۷۹ به حرکت بیشتر حزب کارگر به چپ انجامید و در این میان بود که آنچه اغلب به»بنیسم» معروف است در حزب رشد کرد. منظور از «بنیسم» طرفداری از تونی بن، عضو چپ‌گرای حزب کارگر در مجلس عوام، است که البته کمونیست نبود اما نسبت به میلیتانتی‌ها روی خوشی نشان می‌داد. میلیتانت هم در این میان به عنوان «چپ‌ترین بخش چپ» رشد کرد و تا سال ۱۹۸۰، ۱۰۰۰ عضو رسمی داشت.

## اخراج از حزب کارگر، اوج گرفتن میلیتانت
بالاخره تد گرانت، «سردبیر سیاسی» میلیتانت به همراه سایر اعضای هیئت تحریریه نشریه در سال ۱۹۸۳ از حزب کارگر اخراج شدند اما این کار میلیتانت را متوقف نکرد و طرفداران این سازمان به تلاش‌های خود درون حزب و درون جنبش اتحادیه‌ای ادامه دادند. در این سال‌ها اعتصاب معروف معدنچیان صورت گرفت و میلیتانتی‌ها در آن نقش داشتند و یکی از طرفداران آن‌ها، جان مک‌کریدی، به شورای عمومی کنگره اتحادیه‌های کارگری انتخاب شد (او اولین تروتسکیستی بود که به چنین سمتی می‌رسید) و ۵۰۰ عضو به سازمان خود اضافه کردند.
در سال ۱۹۷۲، یک سال پیش از آن‌که گرانت اخراج شود، کنفرانس حزب کارگر قطع‌نامه اصلی میلیتانت که دولت بعدی کارگری را متعهد می‌ساخت «برنامه سوسیالیستی تولید بر پایه مالکیت عمومی» را برقرار سازد تصویب کرد.
سال ۱۹۸۸ را احتمالاً باید نقطه اوج میلیتانت دانست. آن‌ها جلسه‌ای در الکساندرا پالاس لندن با بیش از ۷۵۰۰ نفر از اعضای خود برگزار کردند که در آن گرانت به همراه کسانی چون اشتبان ولکوف، نوه تروتسکی، سخنرانی کردند.
میلیتانتی‌ها در نقطه اوج خود سه عضو در مجلس داشتند و از سال ۱۹۸۳ به این طرف شورای شهر لیورپول را در دست داشتند و در جمع بیش از ۵۰ نفر را در شوراهای شهر مختلف در سراسر کشور انتخاب کرده بودند. این سازمان در ضمن سالی بیش از یک میلیون پوند درآمد و ۲۵۰ کارمند رسمی داشت (یعنی بیش از حزب کارگر). «میلیتانت» در این هنگام به تخمین روزنامه‌نگاری به نام مایکل کریک که کتابی علیه میلیتانت نوشته‌است، عملاً پنجمین حزب بزرگ بریتانیا بود (پس از محافظه‌کار، کارگر، سوسیال دموکرات و لیبرال).

## کمپین ضد مالیات سرانه و سرنگونی دولت تاچر
در سال‌های میانی دهه ۱۹۸۰ که میلیتانت در اوج خود بود، این سازمان با دو پدیده روبرو بود: از یک طرف نیل کیناک، رهبر حزب کارگر، که مصمم بود این گرایش را از حزب بیرون کند و از طرف دیگر دولت محافظه‌کار مارگارت تاچر که صحنه سیاسی کشور را به کلی به سمت راست می‌برد.
میلیتانت در این سال‌ها کمپین وسیعی علیه «مالیات سرانه» به راه انداخت. «اتحادیه ملی علیه مالیات سرانه» تأسیس شد و نهایتاً میلیون‌ها نفر، به تخمین بی‌بی‌سی یک پنجم کل جمعیت، به رهبری این کمپین از پرداخت مالیات سرانه خود باز زدند. بسیاری از منابع بستر اصلی می‌گویند همین کمپین بود که نهایتاً باعث سقوط دولت تاچر و استعفای او در سال ۱۹۹۰ شد. 

## اختلافات و اخراج از میلیتانت
در اوایل دهه ۱۹۹۰ و در بحبوحهٔ سقوط بلوک شوروی، اختلافات جدیدی درون میلیتانت به وجود آمد. موفقیت بسیار جنبش ضد مالیات سرانه از یک سو و حمله مداوم رهبری حزب کارگر به سوی میلیتانتی‌ها (که به اخراج تری فیلدز و دیو نلیست از مجلس عوام انجامید) باعث شد بعضی‌ها «چرخش باز» را مطرح کنند و خواهان خروج از حزب کارگر و کار علنی بیرون آن شوند. 
پیتر تف، از چهره‌های اصلی میلیتانت در سطح کشوری، رهبر اصلی طرفداران چنین گرایشی بود که ابتدا تنها در مورد اسکاتلند مطرح شد و سپس در انگلستان و ولز هم تکرار شد. در نتیجه میلیتانت به رهبری تف در انتخابات میان‌دوره‌ای حوزهٔ والتونِ لیورپول در سال ۱۹۹۱ و انتخابات عمومی ۱۹۹۲ در لیورپول و اسکاتلند علیه نامزدهای حزب کارگر، نامزد معرفی کرد. تد گرانت به شدت با چنین حرکتی مخالف بود و خواهان ادامه کار درون حزب کارگر بود و اینگونه بود که در سال ۱۹۹۲ به همراه سایر طرفدارانش، به‌خصوص آلن وودز که پس از مدتی کار در اسپانیا به انگلستان بازگشته بود، از حزب اخراج شدند.

## سازمان جدید و سال‌های آخر
گرانت و وودز نشریه «اعتراض سوسیالیستی» (Socialist Appeal) را منتشر کردند و گروهی به همین نام در بریتانیا سازمان دادند و در سطح بین‌المللی نیز از «کمیته برای انترناسیونال کارگری» جدا شدند تا «کمیته برای انترناسیونال مارکسیستی» را بنیان نهند که بعدها به «گرایش مارکسیستی بین‌المللی» (آی ام تی) تغییر نام داد. (طرفداران گرانت مدعی هستند در طول این انشعاب اکثریت اعضای بین‌المللی بیرون بریتانیا را به همراه خود داشته‌اند).
آن‌ها در سال ۱۹۹۷ وب‌سایت «در دفاع از مارکسیسم» (Marxist.com) را بنیان گذاشتند و گروه‌های جدیدی، از جمله گروه بزرگ «جد و جهد طبقاتی» در پاکستان را جذب کردند و در ضمن کتاب‌های متعددی منتشر کردند و به یکی از بزرگترین گروه‌های تروتسکیست بین‌المللی بدل شدند.
گرانت در سال ۲۰۰۳ هنگام یکی از سخن‌رانی‌های خود در سن ۹۰ سالگی سکته کرد و سه سال بعد در ۲۰ ژوئیه ۲۰۰۶ در سن ۹۳ سالگی درگذشت.
گرایش بین‌المللی مارکسیستی (آی ام تی) و سازمان‌هایش در کشورهای مختلف اروپای غربی، آمریکای لاتین، شمال آفریقا، آسیا و خاورمیانه (و از جمله ایران از طریق گروه «مبارزه طبقاتی») مدعی ادامه راه او هستند.

## اندیشه‌های اصلی
تد گرانت در طول هفت دهه کار سیاسی خود آثار بسیاری نوشت که بسیاری از آن‌ها از آثار قابل توجهی نظری در جنبش تروتسکیستی به حساب می‌آیند. در این‌جا به چند تا از مهم‌ترین گرایش‌های فکری او اشاره می‌شود:
- گرانت در مخالفت با تروتسکیست‌هایی همچون تونی کلیف که پس از جنگ جهانی دوم، با تحلیل تروتسکی از شوروی به عنوان «دولت منحط کارگری» مخالفت می‌کردند، همچنان تا پایان سقوط شوروی، این رژیم را به همان نامی که تروتسکی خوانده بود، می‌خواند. او در ضمن پس از سر کار آمدن رژیم‌های طرفدار شوروی در اروپای شرقی آن‌ها را نیز «دولت منحط کارگری» می‌خواند و واژهٔ جدیدی به نام «بناپارتیسم پرولتری» برای توصیف آن‌ها ابداع کرد. او در ضمن معتقد بود «دولت‌های کارگری» انحطاط‌یافته و بوروکراتیزه شده در کشورهای جهان سومی می‌توانند در نتیجه کودتاهای نظامی و جنگ‌های چریکی دهقانی محقق شوند. او حتی کشورهایی را هم که به هیچ وجه ادعای سوسیالیستی بودن نداشتند، مثل برمه و سوریه، بخاطر وجود اقتصاد برنامه‌ریزی در این رده‌بندی قرار می‌داد.
- او طرفدار پر و پا قرص تاکتیک «جبهه متحد» که انترناسیونال سوم در دهه ۱۹۲۰ پیشنهاد کرده بود، بود. طبق این تاکتیک‌ها تمام احزاب کارگری، چه سوسیال دموکرات و چه کمونیست، باید با همدیگر متحد باشند. او در ضمن در گسترش این تاکتیک معتقد بود تروتسکیست‌ها در شرایطی که شماری محدود دارند باید به احزاب کارگری بزرگ‌تر بپیوندند و درون آن‌ها کار کنند، سیاستی که به «انتریسم» مشهور شد و طرفداران گرانت در سال‌های اخیر به آن «کار در سازمان‌های توده‌ای» می‌گویند.
- نوع انتریسمی که تد گرانت مد نظر داشت با تمامی نمونه‌های مشابه، از جمله آنچه قبلاً در دهه ۱۹۳۰ تروتسکی در مواردی مثل بریتانیا و فرانسه پیشنهاد کرده بود، متفاوت بود و گرانت در مقالهٔ معروف خود به نام «مسائل انتریسم» (۱۹۵۹) این واقعیت را می‌پذیرد و اعلام می‌کند. او در ضمن به شدت مخالف «انتریسم عمیق» طرفداران میشل پابلو بود که در آن تروتسکیست‌ها درون احزاب کارگری می‌رفتند اما داشتن هرگونه پرچم مجزا را مخفی می‌کردند.

## ارجاعات
طارق علی در کتاب طنز خود «رستگاری» شخصیتی به نام «جد باروز» از «باروئرز لیگ» را بر اساس تد گرانت نوشته‌است.

## گفته‌ها در مورد او
وسیولود پلانتونویچ ولکوف، نوه تروتسکی: «دانش عمیق او از تئوری مارکسیستی و به‌خصوص اندیشه‌ها و آثار لئون تروتسکی از صفحه کاغذ بیرون می‌زند. چنین دانشی حاصل یک عمر تعهد سرسخت به مطالعه پیگیر مارکسیسم هم در تئوری و هم در عمل هرروزه‌است».